# ビギナーズラック
ビギナーズラック（英：Beginner's luck）は、初心者が往々にして得る幸運のこと。競馬、競艇（ボートレース）、麻雀、パチンコ、宝くじなどの賭け事や、学習、生涯学習、英会話、プログラミング、ゲーム、スポーツ、芸術、音楽、ビジネスなど様々な物事について言う。

## 用例・事例

### 競馬における事例
競馬においては「初めて買った馬券が的中した」「初めての競馬で万馬券を当てた」などがビギナーズラックの例として挙げられる。
ビギナーズラックの有無について、anan総研の「うま部」ではメンバー全員が初めて馬券を購入し、結果2人のメンバーが的中させたため、ビギナーズラックは存在すると結論づけている。ゲーム『ウマ娘 プリティーダービー』をきっかけに競馬を始めたファン達が、ビギナーズラックにより馬券を的中させたという事例もある。
一方で、ビギナーズラックをきっかけとして競馬にのめり込み、ギャンブル依存症に陥ってしまったというケースも少なくない。

### スポーツにおける事例
スポーツでは「初めて行なったゴルフでホールインワンを達成した」「初めてのボウリングでストライクを出した」などが挙げられる。
スポーツ大会における事例として、2008年北京パラリンピックの50メートル平泳ぎで金メダルを獲った鈴木孝幸は、このことについて「ほぼビギナーズラック」であると語っている。またスポーツ専門誌『Sports Graphic Number』2020年3月12日号では、渋野日向子が全英オープンで勝利を飾ったことについて、ゴルフ指導者の岡本綾子が「はっきり言ってビギナーズラック」と評している。
ウェブメディアのArtRootは、ダーツやビリヤードなどのスポーツにおいて、初心者はフォームが取れずに自分なりのやり方で挑むため、それが上手くはまりビギナーズラックが起こると説明している。

## ビギナーズラックの正体
心理学者の内藤誼人はビギナーズラックの正体について、初心者が出した結果は目立ち、プロが出した結果と比較すると印象的なため、それが人々の記憶に残っただけであると説明している。
雀士の桜井章一は自著の中で、初心者はそのギャンブルについての知識が無く自身の勘に頼らざるを得ない。それ故に余計なことを考えないため勝つことができると述べている。
営業コンサルタントの横田雅俊は、新人が大口契約を獲得するビギナーズラックについて、新人は顧客の対応を懸命に行おうと常に頭の中で顧客のことを考え、その結果最良のアプローチができ、さらに感情移入しようとする努力が顧客の心を動かし、契約に繋がると分析している。